# Яссы (аэропорт)
Международный аэропорт Яссы (рум. Iași International Airport) (ИАТА: IAS, ИКАО: LRIA) — международный аэропорт, расположенный в 8 км к востоку от центра города Яссы, Румыния. Является одним из старейших аккредитованных аэропортов Румынии и самым важным аэропортом в историческом регионе Молдова. В 2022 году был признан третьим по загруженности аэропортом Румынии по объему пассажиропотока.

## История
Ясский аэропорт получил статус коммерческого 24 июня 1926 года, когда начались регулярные рейсы по маршруту Бухарест – Галац – Яссы – Кишинев. Рейсы выполняла компания Compagnie Franco-Roumaine de Navigation Aérienne, в 1930 году переименованная в LARES.
В 1966 году были построены бетонная взлетно-посадочная полоса, общей длиной 1800 м и современная система освещения, а три года спустя последовало строительство пассажирского терминала. В 2001 году пассажирский терминал был модернизирован, чтобы использовать отдельные залы для внутренних и международных рейсов In 2001, the passenger terminal was upgraded to use separate flows for domestic and international flights..
В июне 2012 года был построен новый пассажирский терминал под названием T2, в результате чего общая пропускная способность увеличилась до 215 пассажиров в час. Терминал предназначался для шенгенских и внутренних рейсов. Старый терминал был переименован в T1.
В 2013 году международный аэропорт Яссы начал долгосрочную многоэтапную программу модернизации. Модуль I (инвестиции оцениваются в 57 миллионов евро) был завершен в ноябре 2015 года и включал строительство новой взлетно-посадочной полосы, здания аэровокзала и расширение перрона. 20 августа 2014 г. были введены в эксплуатацию первые 1800 м новой взлетно-посадочной полосы 14/32, а вся полоса длиной 2400 м полностью введена в эксплуатацию 16 октября 2014 г. Старая взлетно-посадочная полоса 15/33 была преобразована в рулежную дорожку. 17 октября 2015 г. был открыт третий терминал с пропускной способностью 320 пассажиров в час и двумя выходами на посадку. В октябре 2015 года также был предложен проект, который включает расширение второго терминала, что должно было увеличить площадь терминала вдвое.
13 ноября 2017 года аэропорт превысил отметку в 1 000 000 пассажиров.
В марте 2021 года было завершено расширение перрона и открыта новая рулежная дорожка.
В феврале 2022 года в аэропорту наблюдался всплеск трафика, поскольку Молдова закрыла свое воздушное пространство из-за вторжения России на Украину. Из-за близости аэропорта к границе с Молдовой многие авиакомпании решили перенаправить свои рейсы из Кишинева в Яссы, в то время как другие авиакомпании объявили о планах увеличить количество направлений, обслуживаемых из Ясс.
9 мая 2022 года был подписан контракт с компанией Strabag на сумму более 66 миллионов евро на проектирование и строительство пассажирского терминала T4 и расширение парковки. Новый терминал площадью 31 210 м2 и пропускной способностью 3,3 миллиона пассажиров в год будет иметь семь гейтов, четыре телетрапа и три выхода с наземной погрузкой. Срок завершения проекта оценивается в декабре 2023 года.
В долгосрочной перспективе проект включает строительство нового перрона, двух скоростных рулежных дорожек, грузового терминала, склада авиационного топлива, новой подъездной дороги, а также расширение взлетно-посадочной полосы до общей 3000 м.

## Характеристики

### Терминалы

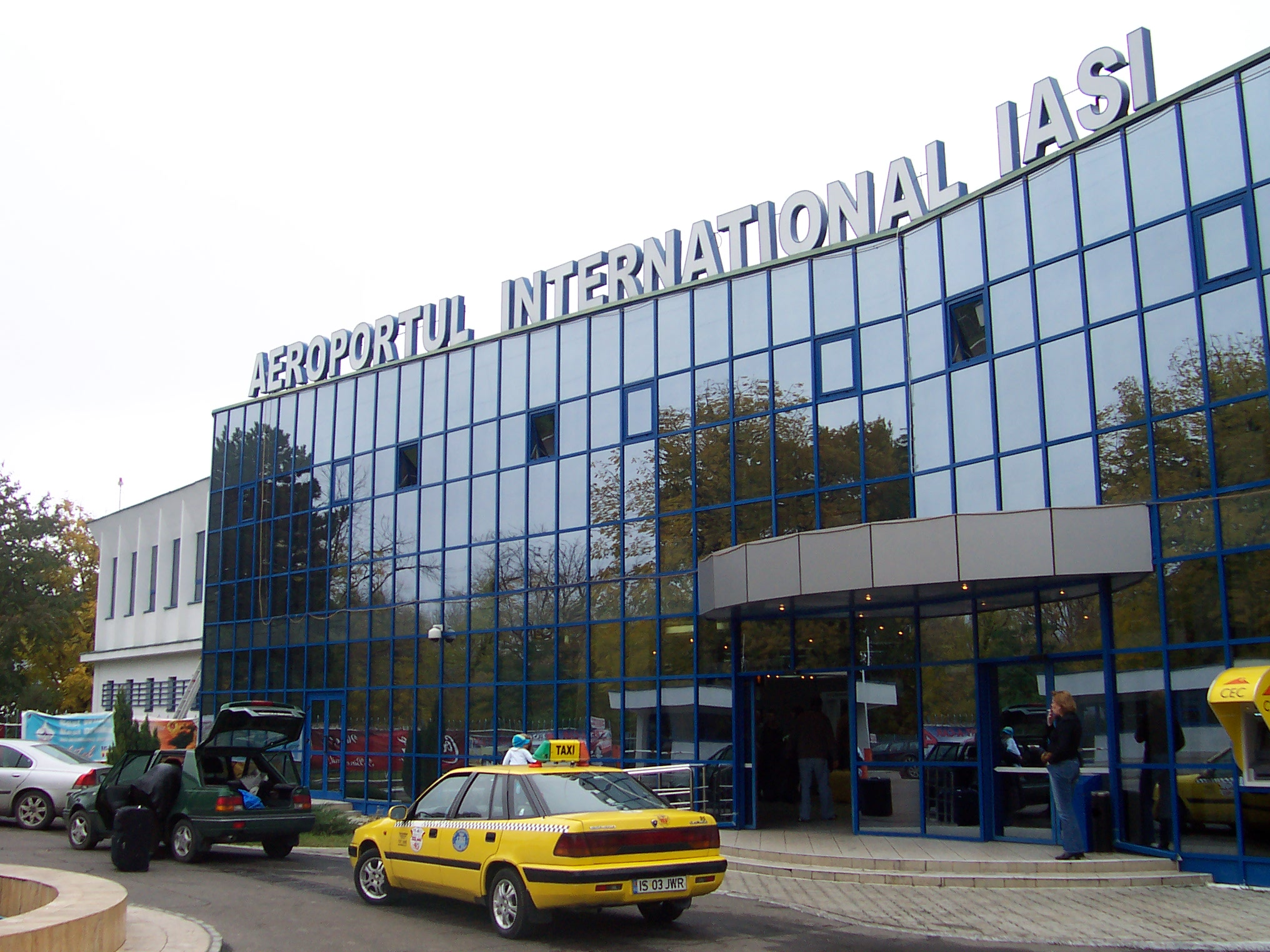
Старый терминал аэропорта.

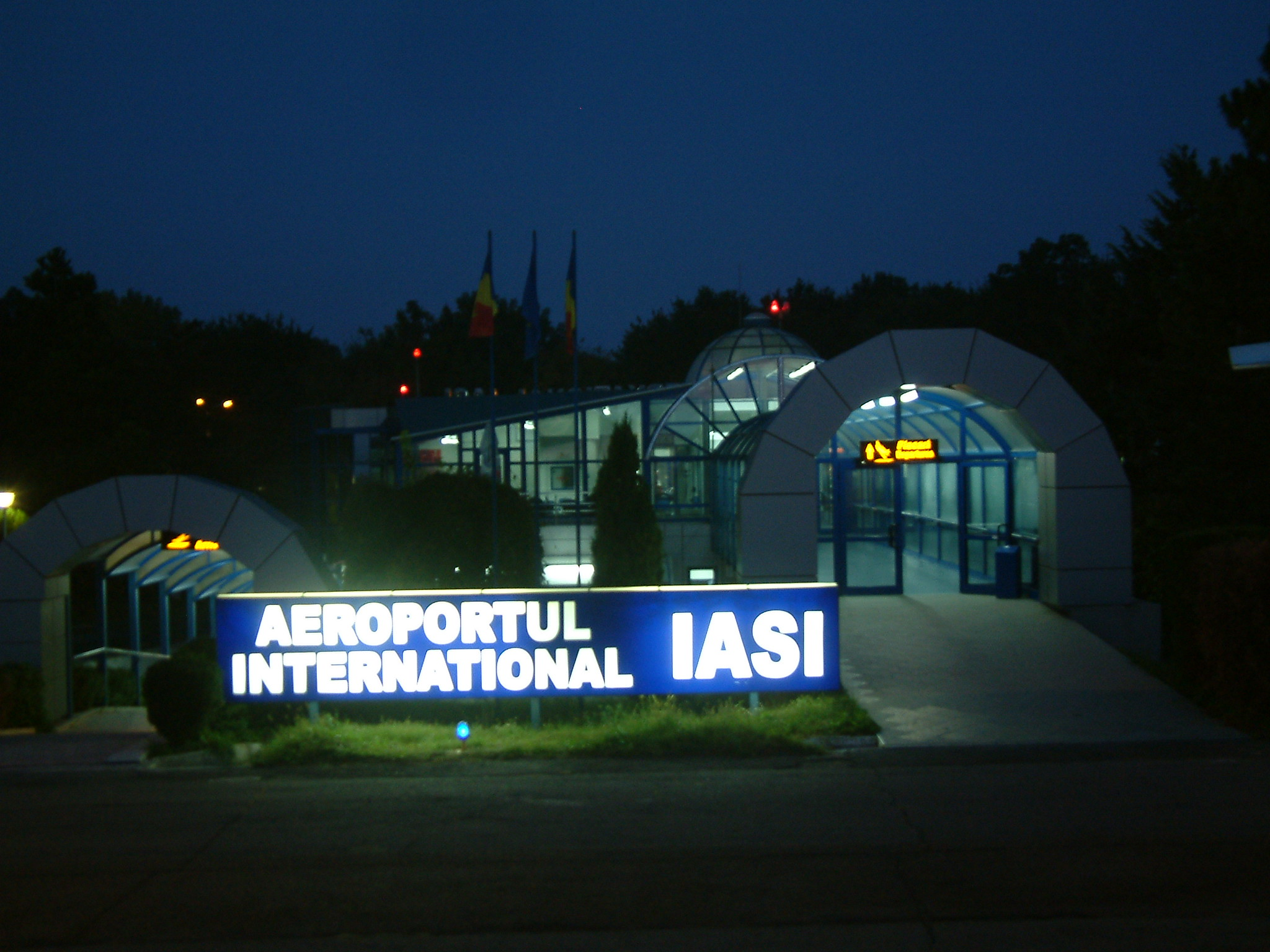
Стела на въезде в аэропорт.

Инфраструктура аэропорта состоит из трех терминалов. Старый терминал T1 используется как административные и складские помещения, T2 используется для внутренних рейсов, а T3 обслуживает международные рейсы. После завершения работ на новом терминале Т4 планируется преобразовать Т2 в грузовой терминал, а Т3 использовать для внутренних рейсов. 

### Взлетно-посадочные полосы
Аэропорт Яссы находится на высоте 125 м над уровнем моря. В аэропорту есть одна взлетно-посадочная полоса, направленная с севера на юг.
| Номер | Длина   | Ширина | КГС          | Прим.                                           |
| ----- | ------- | ------ | ------------ | ----------------------------------------------- |
| 14/32 | 2400 м. | 45 м.  | Cat. II (14) | Оборудована Светосигнальной системой (ALSF II). |

### Другие данные
Aerostar предоставляет услуги по техническому обслуживанию самолетов в своем центре на территории аэропорта, открытом в сентябре 2020 года.

## Авиакомпании и направления
Следующие авиакомпании выполняют регулярные и чартерные рейсы из аэропорта Яссы:

## Статистика
Данные из запроса в Викиданные.
| Год  | Пассажиропоток A (изменения) | Воздушное движение B |
| ---- | ---------------------------- | -------------------- |
| 2005 | 41 960(+52%)                 | 1796                 |
| 2006 | 70 592(+68.2%)               | 2377                 |
| 2007 | 126 334(+79%)                | 3442                 |
| 2008 | 144 043(+14%)                | 3860                 |
| 2009 | 148 538(+3.1%)               | 4961                 |
| 2010 | 159 615(+7.5%)               | 4755                 |
| 2011 | 184 311(+15.4%)              |                      |
| 2012 | 173 248(-6%)                 | 4800                 |
| 2013 | 231 731(+33.8%)              | 4723                 |
| 2014 | 273 047(+17.7%)              | 4851                 |
| 2015 | 381 709(+39.5%)              | 6088                 |
| 2016 | 881 157(+131.2%)             | 10 269               |
| 2017 | 1 146 218(+30.1%)            | 11 752               |
| 2018 | 1 256 640(+9.6%)             | 12 749               |
| 2019 | 1 314 244(+4.6%)             | 12 493               |
| 2020 | 468 125(-64.4%)              |                      |
| 2021 | 639 532(+36.6%)              |                      |
| 2022 | 1 538 585(+140.6%)           | 12 652               |

Примечания: A.↑ Пассажиропоток:
B.↑ Воздушное движение:
| Месяц    | Пассажиропоток | Пассажиропоток | Пассажиропоток | Пассажиропоток | Пассажиропоток | Пассажиропоток | Изменения | Средний пассажиропоток | Изменения |
| Месяц    | 2017           | 2018           | 2019           | 2020           | 2021           | 2022           | Изменения | Средний пассажиропоток | Изменения |
| -------- | -------------- | -------------- | -------------- | -------------- | -------------- | -------------- | --------- | ---------------------- | --------- |
| Январь   | 76,781         | 83,323         | 95,452         | 93,224         | 19,180         | 53,756         | ▲ 180.3%  | 53,756                 | ▲ 180.3%  |
| Февраль  | 73,783         | 74,070         | 90,687         | 85,025         | 12,457         | 44,901         | ▲ 260.4%  | 98,657                 | ▲ 211.8%  |
| Март     | 82,009         | 81,707         | 95,003         | 39,528         | 14,063         | 119,387        | ▲ 748.9%  | 218,044                | ▲ 377.1%  |
| Апрель   | 87,850         | 92,522         | 102,211        | 6,631          | 23,868         | 139,187        | ▲ 483.2%  | 357,231                | ▲ 413.5%  |
| Май      | 89,796         | 95,304         | 111,247        | 5,103          | 34,308         | 159,813        | ▲ 365.8%  | 517,044                | ▲ 397.7%  |
| Июнь     | 101,615        | 100,930        | 122,409        | 9,576          | 53,726         | 173,719        | ▲ 223.3%  | 690,763                | ▲ 338.3%  |
| Июль     | 118,362        | 131,917        | 132,721        | 48,600         | 89,292         | 177,642        | ▲ 98.9%   | 868.405                | ▲ 257.17% |
| Август   | 125,605        | 142,839        | 134,975        | 61,128         | 116,390        | 181,400        | ▲ 55.9%   | 1,049,805              |           |
| Сентябрь | 114,954        | 132,800        | 124,593        |                | 96,444         |                |           |                        |           |
| Октябрь  | 107,114        | 124,040        | 112,718        |                | 69,165         |                |           |                        |           |
| Ноябрь   | 85,354         | 102,035        |                |                |                |                |           |                        |           |
| Декабрь  | 83,318         | 95,070         |                |                |                |                |           |                        |           |

## Наземный транспорт

### Автобус
CTP, оператор общественного транспорта в Яссах, предоставляет услуги по маршруту 50 до железнодорожного вокзала Яссы в определенное время дня, связанное с прибытием и отправлением рейсов. По состоянию на ноябрь 2018 года стоимость проезда составляет 3 лея (0,6 евро) за билет в одну сторону.
| Оператор | Маршрут     | Пункт назначения   | Остановки                                     | Расписание |
| -------- | ----------- | ------------------ | --------------------------------------------- | ---------- |
| CTP Iași | 50 Aeroport | Главный вокзал Ясс | Gara Iași - Piața Unirii - Tg.Cucu - Aeroport | [ 45 ]     |

### Такси
В аэропорту работаю различные службы такси. Стоимость варьируется в пределах 2,50 лей/км
.
До аэропорта также можно добраться из Молдовы автомобильным транспортом, аэропорт расположен недалеко от границы.